# 吉田平 (バスケットボール)
吉田 平（よしだ たいら、1981年5月21日 - ）は、大阪府河内長野市出身のバスケットボール選手。日本男子プロバスケットボールリーグbjリーグに所属していた。ポジションはシューティングガード。190cm、80kg。現役引退後は、ザ・バスケットボールアスレティッククラブ　ディーナゲッツ大阪　マネージャー兼アカデミーコーチとして、出身地の「大阪」で後身の指導とバスケットボールの普及に尽力。
現在は、母校である大阪産業大学にてバスケットボール部の指導にあたる。

## 来歴
南花台中学校在籍時の13歳の時にバスケットボールを始める。
南花台中学校1994-1997から初芝橋本高校（和歌山）1997-2000（Winter Cup98では背番号12、Winter Cup99では背番号5）、大阪産業大学2000-2004（2003年第53回西日本学生バスケットボール選手権大会（2003年5月25日 - 6月1日、大阪府立体育会館他）では得点王となり、部として過去最高となる3位に貢献。大学4年時にはU-23日本代表候補に選出。関西リーグ（1部）（2003年9月6日 - 10月19日）でチーム6位の時3P王に、インカレ出場）を経て、2004年にトライアウトで新潟アルビレックスBBA2入団。
2005年、bjリーグドラフトで仙台89ERSに4巡目指名を受け入団。主力として活躍。背番号7
仙台89ERSにおける成績
- 2005-2006シーズン成績:149得点、10アシスト、06スティール、出場時間526分
- 2006-2007シーズン成績:169得点、30アシスト、13スティール、出場時間649分

2007年、新規参入の琉球ゴールデンキングスへ移籍。チームの日本人選手では唯一の沖縄県外出身者となる。背番号7
琉球ゴールデンキングスにおける成績
- 2007-2008シーズン成績:272得点、38アシスト、20スティール、出場時間901分、38試合出場、3P成功率37.4%　2P成功率37.8%　FT成功率61.3%

2008年05月14日FA権を行使。しかし、2008年07月01日琉球ゴールデンキングスが選手契約満了を発表したため、琉球残留はなくなった。その後沖縄の強豪クラブチーム「りゅうせきクラブ」に移籍。2008年、沖縄県成年男子国体チーム選出されて大分国体に出場、2013年には沖縄県クラブチーム「チェックメイト」へ移籍し、全国クラブ選手権大会ベスト8となる。
2014年7月1日、バスケットボールの普及とプロバスケットボール選手のセカンドキャリア支援を行っている、「ディーナゲッツ　バスケットボールプロジェクト」の関連施設であるバスケットボール専用レンタルコート「ザ・バスケットボールアスレティッククラブ　ディーナゲッツ大阪」の店舗管理マネージャー兼アカデミーコーチに着任し、出身地の「大阪」で後身の指導とバスケットボールの普及に参画する。
2015年にディーナゲッツ大阪のマネージャー職に籍を置きながら、大阪実業団1部リーグ「タツタ電線」に所属、2015年と2016年と2年連続で全国実業団選手権大会に出場、2016年には和歌山県成年男子国体チーム選出され、岩手国体に出場した。